# Petit Puffin
Puffinus assimilis
Espèce
Statut de conservation UICN

 LC  : Préoccupation mineure

Le Petit Puffin (Puffinus assimilis), aussi appelé Puffin obscur ou Puffin semblable, est une espèce d'oiseaux de mer de la famille des Procellariidae.

## Aspect extérieur
Long de 25 à 30 cm, cet oiseau a une envergure de 53 à 67 cm. Il ressemble fortement au puffin des Anglais, mais il est plus petit, et son bec et ses ailes sont plus courts (ces dernières sont aussi plus arrondies).

## Comportement

### Alimentation
Ce puffin se nourrit de céphalopodes, poissons et crustacés marins.

### Comportement social et vocalisations
Cet oiseau niche en colonies. Lors de ces rassemblement, il émet un doux sifflement répété ("wi wi ririri houou") moins rauque, plus aigu et à un rythme plus régulier que le cri du Puffin des Anglais.

### Reproduction
La reproduction a lieu en été (période variable selon la latitude du lieu de nidification). Les colonies s'établissent sur des îles, sur des pentes herbeuses ou parmi de la rocaille.

## Répartition et habitat
Cet oiseau est pélagique et passe une bonne partie de sa vie en haute mer. On le trouve dans le sud-ouest de l'océan Pacifique, le sud-est de l'océan Indien et en Australasie, dans la région subantarctique néo-zélandaise, et sur les îles Gough et Tristan da Cunha.
Ils nichent dans l'hémisphère Sud. Après la saison de nidification, les oiseaux se dispersent en haute mer.

## Le petit puffin et l'homme

### Nomenclature et systématique

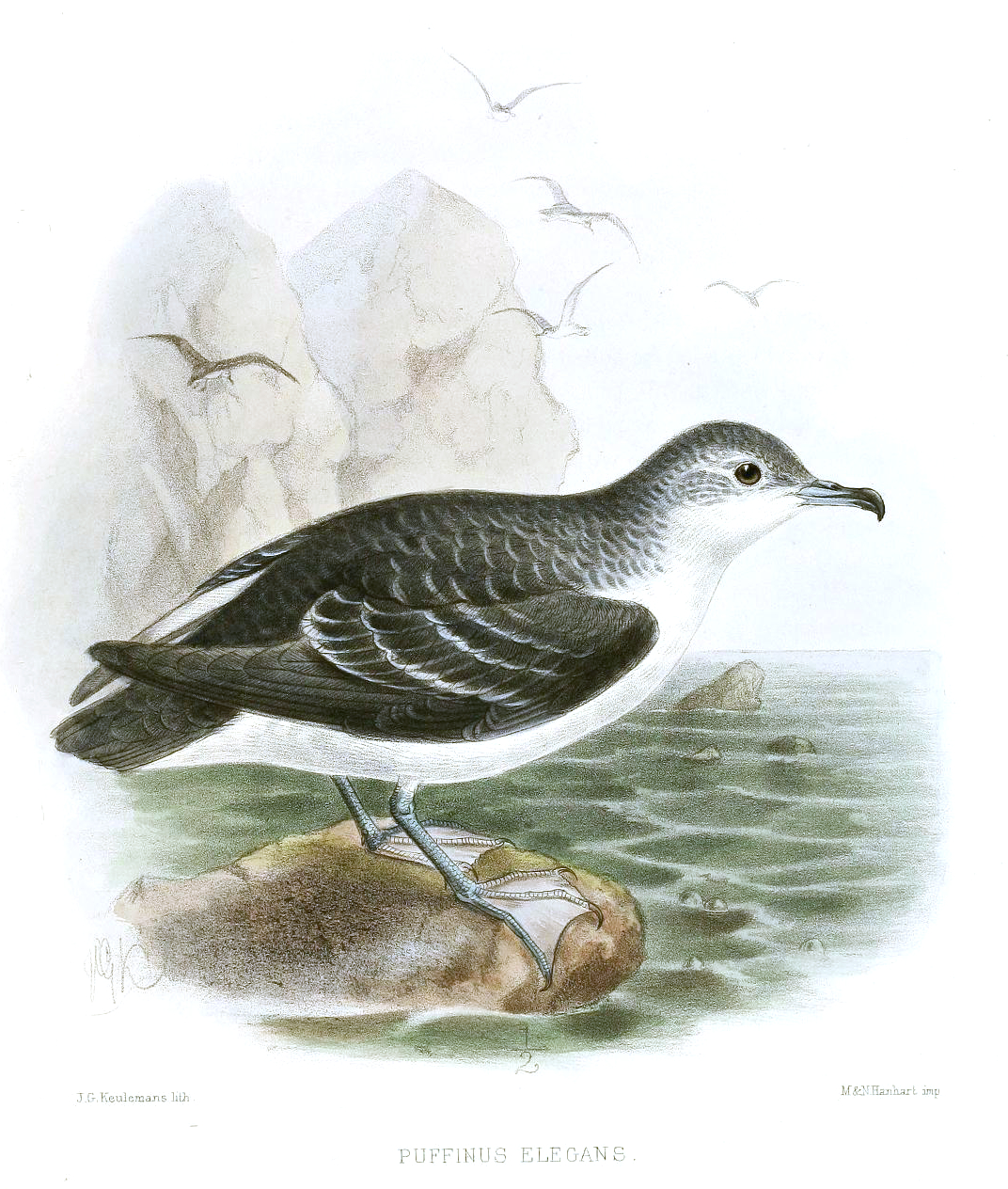
Puffinus assimilis elegans

Puffin viendrait de l'anglais to puff, souffler, et ferait référence à la capacité qu'ont ces oiseaux à projeter par le bec une substance huileuse et nauséabonde. Puffinus est la latinisation de puffin.

Le mot assimilis, dérivé du latin adsimilis signifiant semblable à, fait allusion à la grande ressemblance qui existe entre ce puffin et le puffin des Anglais. Les termes obscur et petit font référence à des particularités morphologiques de cet oiseau, son aspect sombre et sa taille plus petite que celle du puffin des Anglais.
D'après la classification de référence (version 5.2, 2015) du Congrès ornithologique international, cette espèce est constituée des cinq sous-espèces suivantes (ordre phylogénique) :
- Puffinus assimilis elegans Giglioli & Salvadori, 1869 : archipel Tristan da Cunha, île Gough, îles Chatham, îles Antipodes
- Puffinus assimilis tunneyi Mathews, 1912 : îles au large de l'Australie
- Puffinus assimilis assimilis Gould, 1838 : îles Lord Howe et île Norfolk
- Puffinus assimilis haurakiensis C. A. Fleming & Serventy, 1943 : îles au large de l'île du Nord (Nouvelle-Zélande)
- Puffinus assimilis kermadecensis Murphy, 1927 : îles Kermadec

Les anciennes sous-espèces boydi et baroli ont été élevées au rang d'espèce, respectivement sous les noms de Puffinus boydi et de Puffin de Macaronésie (Puffinus baroli).
La sous-espèce Puffinus assimilis elegans est possiblement une espèce distincte,. Si elle est élevée au rang d'espèce, elle deviendrait le Puffin élégant (Puffinus elegans).

### Statut et préservation
Cette espèce est placée en annexe III de la Convention de Berne (espèce protégée) ; elle est aussi protégée par la Directive oiseaux (annexe I) depuis 1979 (statut consolidé en 1995), ainsi que par le Migratory Bird Treaty Act.
Par contre, l'UICN a classé cette espèce dans la catégorie LC (préoccupation mineure), du fait de sa très vaste aire de répartition. De plus, la population mondiale était estimée à 200 000 et 2 millions d'individus en 2001 ; une étude de 2004 l'évalue à 900 000 individus.